# Echo Lake
Der Echo Lake [ˈekəʊ leɪk] („Echosee“) ist ein See im US-Bundesstaat Colorado – rund 70 km westlich von Denver in der Front Range der Rocky Mountains gelegen.
Er liegt etwa auf halber Strecke des Mount Evans Scenic Byways von Idaho Springs zum Mount Blue Sky (ehemals Mount Evans, 4348 m).
Der Echo Lake ist ein flacher, nährstoffarmer See in rund 3230 m Höhe. Er entstand, als sich vor rund 10.000 Jahren die Gletscher im Chicago Creek Valley zurückzogen und die umliegenden Moränen als natürlicher Damm den Wasserabfluss in die Täler verhinderten. Engelmann-Fichten und subalpinen Tannen sowie einige Nevada-Kiefern an lichten Stellen bilden das Ökosystem um den Echosee.
Der Echo Lake bildet das Zentrum des Echo Lake Park, der 1920 in das Gebirgspark-System von Denver einbezogen wurde.